# Stagsegel

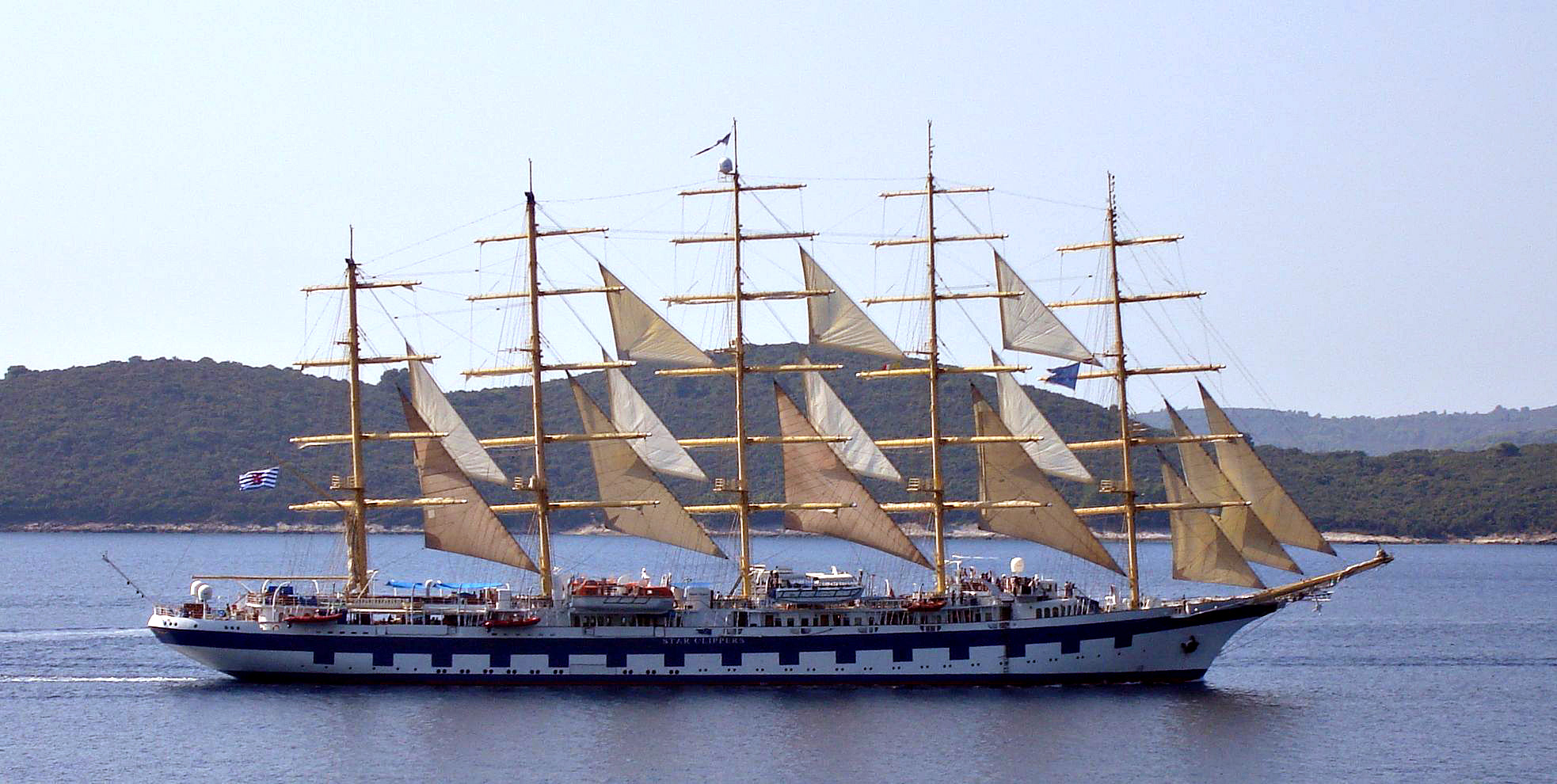
Rahsegler Royal Clipper nur unter Stagsegeln

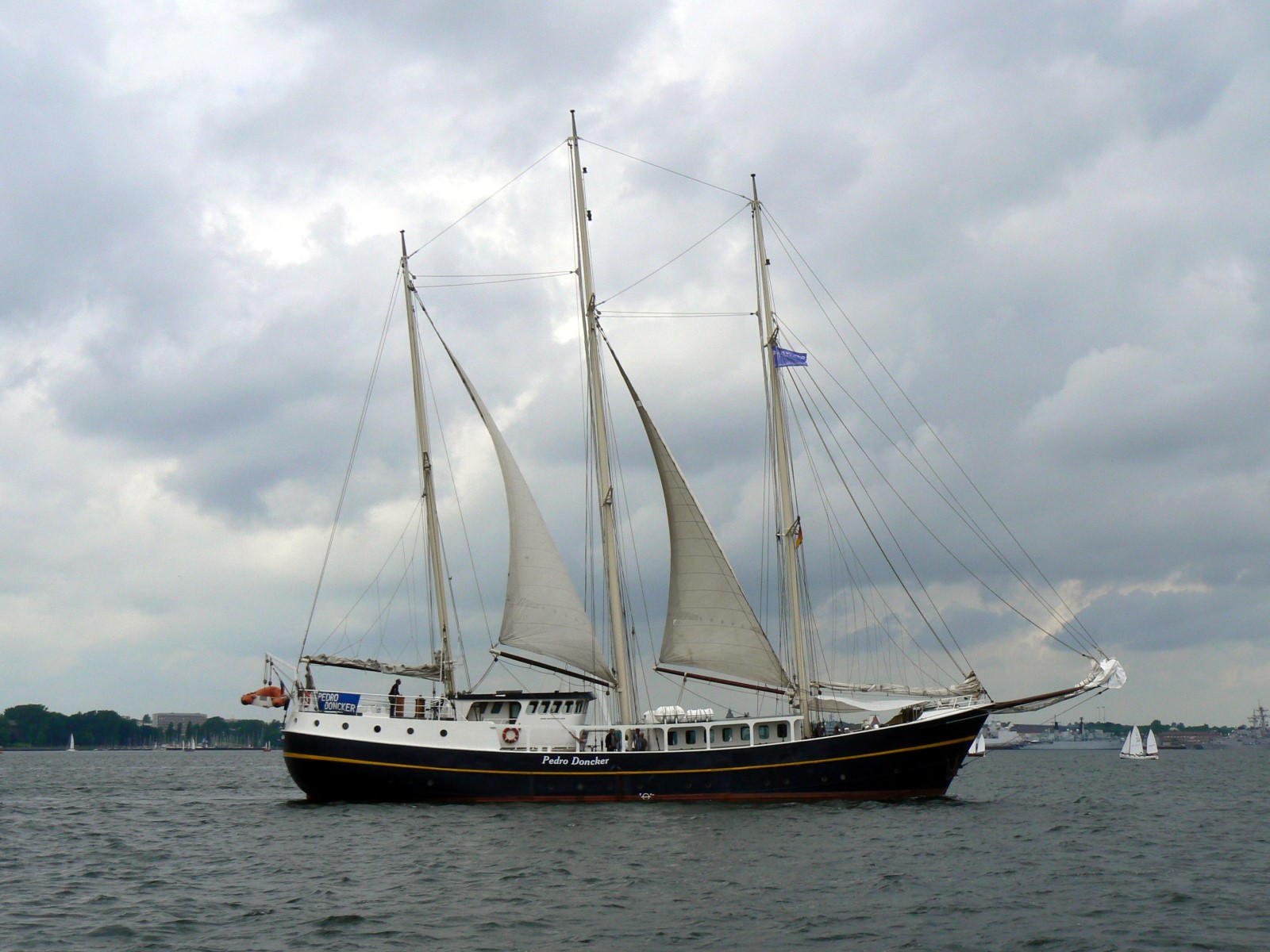
Stagsegelschoner Pedro Doncker

Als Stagsegel werden jene Schratsegel bezeichnet, deren Vorliek nicht an einem Mast, sondern an einem Stag befestigt ist. Die Befestigung am Stag erfolgt zumeist über Stagreiter oder über ein im Segel eingenähtes Liektau, welches in die Nut eines Profilstags eingeführt wird.
Zu den Stagsegeln zählen zum einen Vorsegel, d. h. auf kleineren Booten wie Segelyachten die Fock oder die Genua, auf größeren Schiffen auch Klüver, Jager und Flieger. Zum anderen können Stagsegel auf mehrmastigen Schiffen an den Stagen zwischen den Masten gefahren werden. Das ist der Fall auf Stagsegelschonern, die in der Regel an allen Masten außer dem hintersten Mast nur Stagsegel benutzen, ferner auf Rahseglern, die Stagsegel zusätzlich zu den Rahsegeln setzen können, und schließlich auf weiteren Schonern, die ein Fischermann-Stagsegel zwischen den Masttopps fahren können.